# 泰爾諾瓦 (索洛尼齊夫卡市鎮)
50°1′52″N 35°48′33″E / 50.03111°N 35.80917°E
泰爾諾瓦（烏克蘭語：Тернова）是位於烏克蘭東部的村莊，由哈爾科夫州哈爾科夫區的索洛尼齊夫卡市鎮負責管轄。該村處於克里沃羅蒂夫卡河左岸，始建於1738年，面積0.31平方公里，海拔高度146米，2001年人口22。